# Leivi
Lèivi (Leivi in ligure, già San Rufino fino al 1934) è un comune italiano di 2 423 abitanti della città metropolitana di Genova in Liguria.

## Geografia fisica
Il territorio comunale si colloca a est di Genova, alle pendici dell'Appennino ligure, nell'anfiteatro collinare formato dalla valle del torrente Rupinaro, alle spalle della città di Chiavari.
Tra le vette del territorio il monte Carmelo (567 m), il monte Anchetta (544 m), il monte Castello (340 m).

## Storia

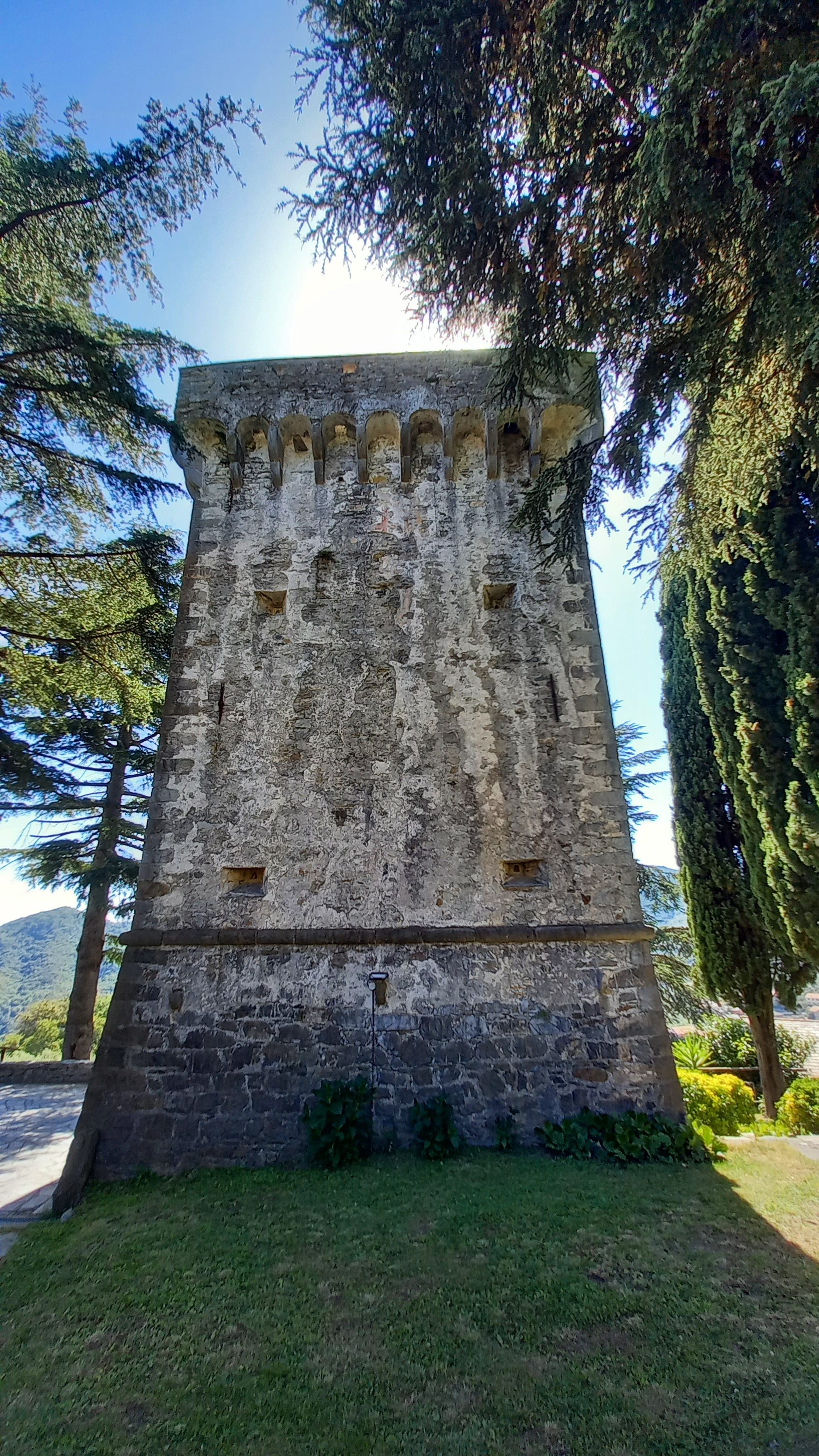
Antica torre di avvistamento presso San Rufino

Le prime notizie sul territorio leivese risalgono al 1143 dove viene citato in un antico documento. Fu feudo indipendente della famiglia Solari.
Il territorio non fu mai assoggettato ai conti Fieschi, in quanto l'azione difensiva del comune, inserito nel capitaneato di Chiavari, arginò la possibile dominazione dei conti lavagnesi e il territorio rimase pertanto indipendente fino alla caduta della Repubblica di Genova per mano di Napoleone Bonaparte nel 1797.
In tale anno, con la dominazione napoleonica, la municipalità di San Rufino (così l'antica denominazione dell'ente comunale) rientrò dal 2 dicembre nel dipartimento dell'Entella, con capoluogo Chiavari, all'interno della Repubblica Ligure. Dal 28 aprile del 1798 con i nuovi ordinamenti francesi, San Rufino rientrò nel II o III cantone, capoluoghi Lavagna e Carasco, della giurisdizione dell'Entella e dal 1803 centro principale del I cantone dell'Entella nella giurisdizione dell'Entella. Annesso al Primo Impero francese, dal 13 giugno 1805 al 1814 venne inserito nel dipartimento degli Appennini.
Nel 1815 fu inglobato nel Regno di Sardegna, secondo le decisioni del congresso di Vienna del 1814, che sottopose la municipalità di San Rufino nella provincia di Chiavari sotto la divisione di Genova. Dal 1859 al 1926 il territorio fu compreso nel II mandamento di Chiavari del circondario di Chiavari dell'allora provincia di Genova, nel Regno d'Italia.
L'attuale denominazione di Leivi fu autorizzata nel 1934 tramite un apposito regio decreto del re Vittorio Emanuele III di Savoia.
Dal 1973 al 31 dicembre 2008 ha fatto parte della Comunità montana Fontanabuona.

### Simboli
Stemma
Gonfalone
Lo stemma e il gonfalone sono stati concessi con decreto del presidente della Repubblica del 5 giugno 2001. Secondo alcune fonti la raffigurazione dei sette fulmini rossi potrebbe simbolicamente attribuirsi alle maggiori sette località che compongono il comune.

## Monumenti e luoghi d'interesse

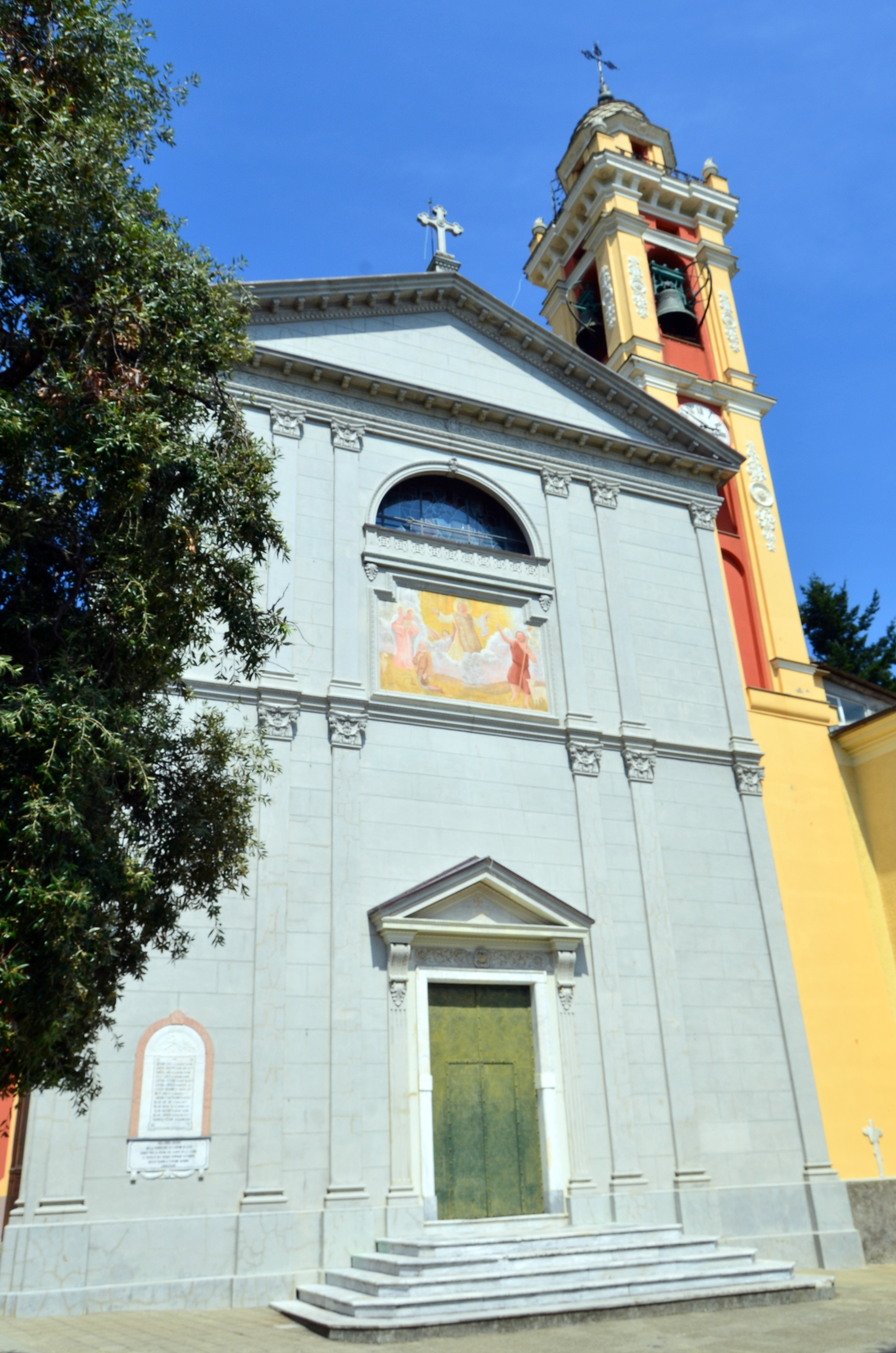
La chiesa di San Rufino

### Architetture religiose
- Chiesa parrocchiale di San Tommaso nella località del Curlo. Anch'essa molto antica è citata in alcuni atti posteriori al XII secolo. Nel XIV secolo la sua comunità religiosa fu unita con la comunità della chiesa-prioria di San Bartolomeo, causando la sua lenta ma inesorabile decadenza.
- Chiesa parrocchiale-prioria di San Bartolomeo nella località omonima. Secondo alcune testimonianze storiche la precedente struttura religiosa fu legata al santo Michele Arcangelo. Divenne prioria sottoposta alla bobbiese abbazia di San Colombano.
- Chiesa parrocchiale di San Rufino nel centro storico di Leivi. La parrocchiale fu edificata lungo l'antico sentiero collegante l'abitato di Ri Alto (quartiere di Chiavari) con il Bocco di Leivi; fu uno dei tempi religiosi più importanti per la comunità leivese.
- Chiesa di San Lorenzo nella località omonima. Al suo interno è conservata una pala d'altare di Giuseppe Romei del XVIII secolo.
- Chiesa dei Santi Terenziano e Desiderio. La cappella è quasi sicuramente antecedente al XVII secolo. Eretta in un'unica navata, con struttura a capanna, si presenta con l'adiacente torre campanaria. Anticamente era qui conservata una tela, di pittore sconosciuto, raffigurante San Desiderio e oggi scomparsa. Nonostante ora la chiesa sia compresa nel territorio comunale di Chiavari, la sua comunità è aggregata alla parrocchia di san Rufino di Leivi.

### Architetture civili
Nel territorio comunale è presente un'unica torre di avvistamento, dominante interamente la vallata leivese. La struttura - risalente al XIII secolo - è situata adiacente alla chiesa di San Rufino e assieme ad altre torri presenti nella zona costituiva il sistema difensivo dell'allora cittadina medievale di Chiavari.
La torre, molto simile come struttura a una già presente a Chiavari, raggiunge complessivamente un'altezza di quattordici metri e su ogni parete dei piani posteriori sono ben visibili le feritoie usate per il lancio delle frecce. Secondo alcuni storici non sarebbe da escludere che in passato esistessero camminamenti sotterranei per raggiungere la torre dal paese.

### Altro
Attraverso un antico sentiero - chiamato "delle cinque torri" e ripristinato nel 1998 dalla locale pro loco - è possibile attraversare il crinale che, partendo dal centro storico di Chiavari e proseguendo per il locale castello, compie un anello tra i due territori comunali. Lungo il percorso si attraversano le cosiddette cinque torri: la torre di Leivi, simbolo del comune, e le torri campanarie delle chiese di San Tommaso del Curlo, di San Bartolomeo, di San Rufino e di San Lorenzo.
Il sentiero ha termine nuovamente a Chiavari dopo aver attraversato i due abitati chiavaresi di Maxena e di Sampierdicanne. In alternativa, arrivati alla chiesa di San Lorenzo si può deviare verso il monte Anchetta e proseguire verso il santuario rapallese di Nostra Signora di Montallegro.

## Società

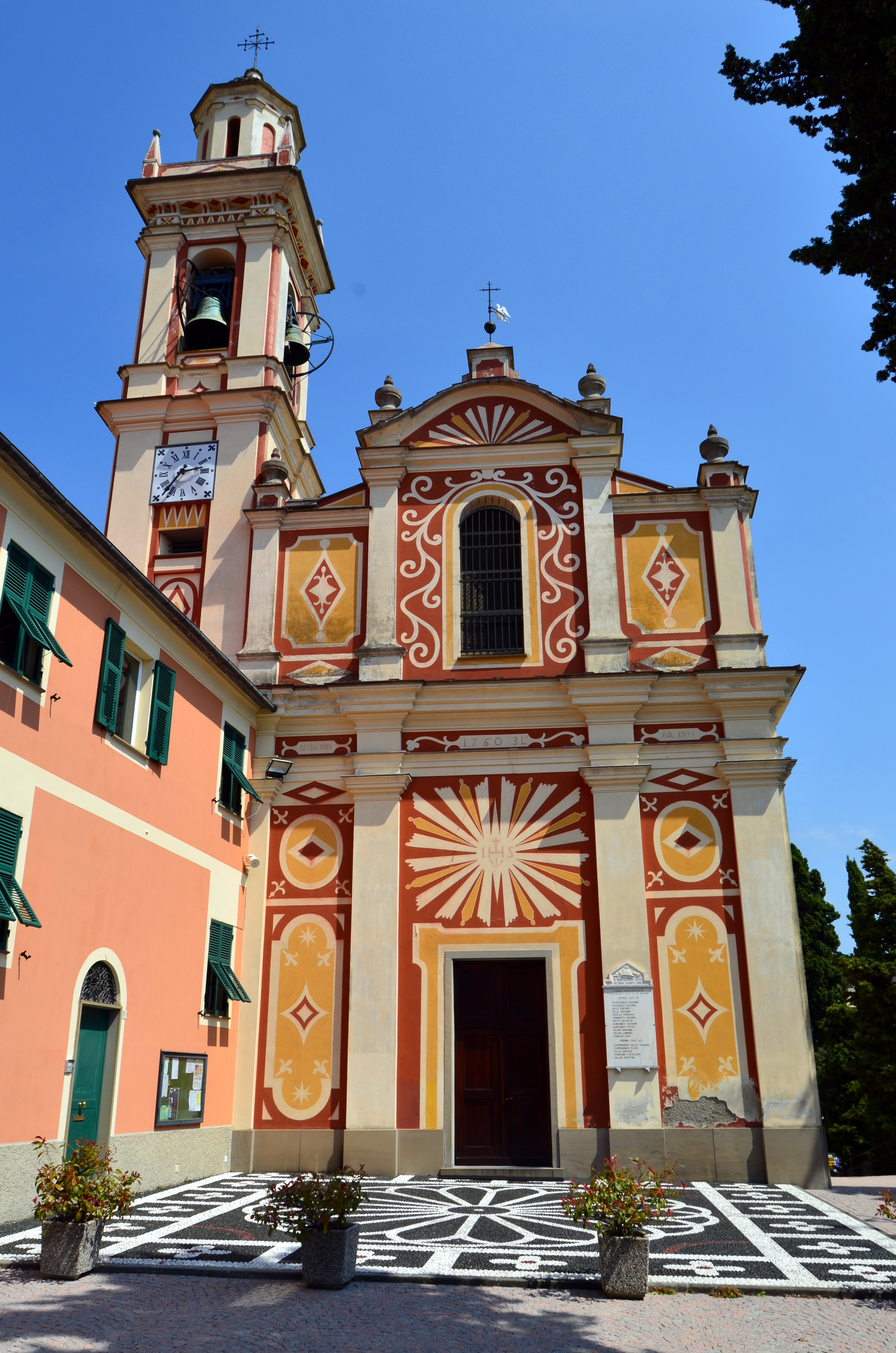
La chiesa di San Bartolomeo

### Evoluzione demografica
Abitanti censiti

### Etnie e minoranze straniere
Secondo i dati Istat al 31 dicembre 2022, i cittadini stranieri residenti a Leivi sono 78.

## Cultura

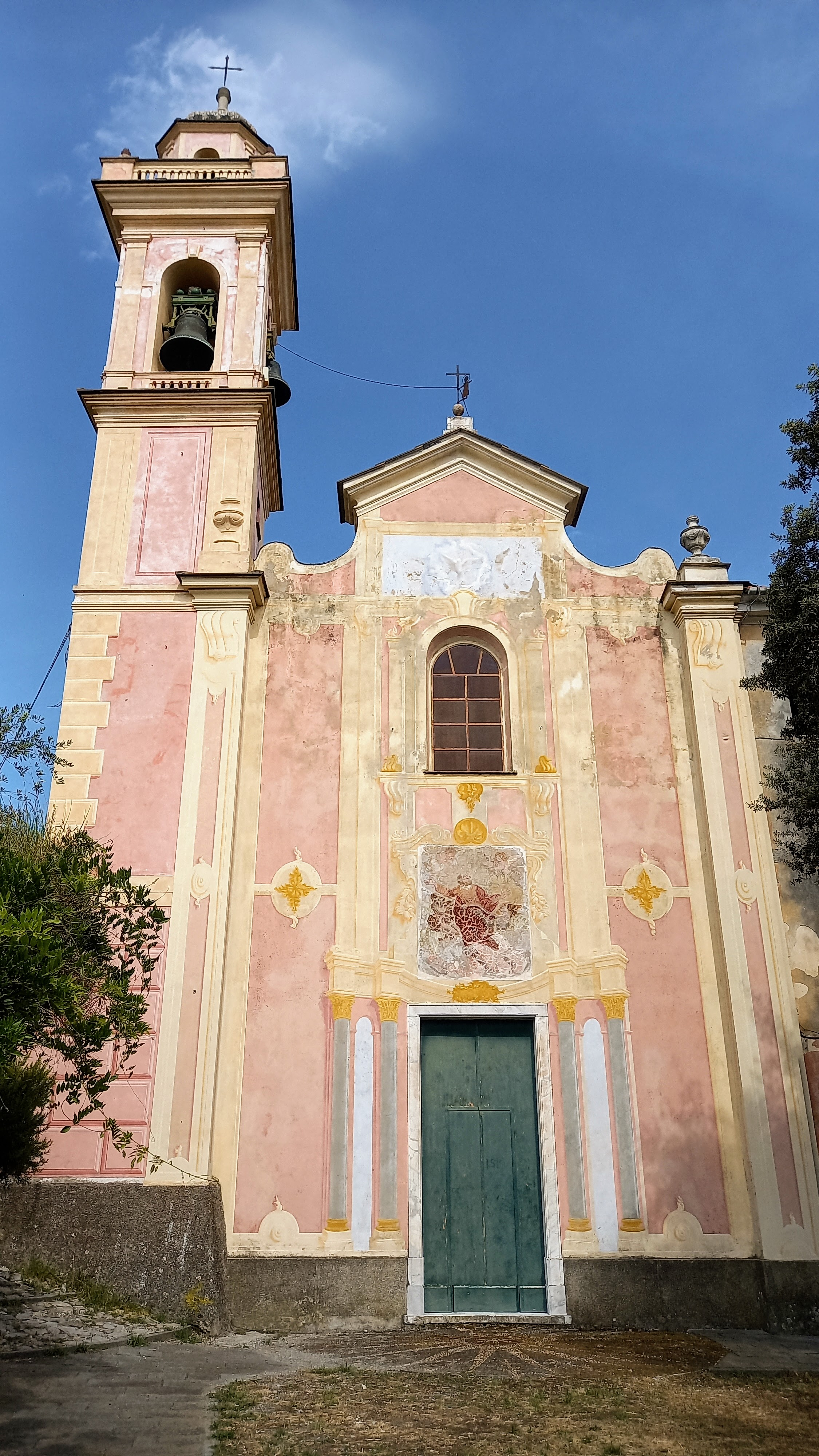
La chiesa di San Tommaso del Curlo nella località del Curlo

### Cucina
Il prodotto tipico più importante di Leivi è senz'altro l'olio d'oliva: la estensione nel territorio comunale degli appezzamenti di terreno coltivati a ulivo è rilevante.
Queste piantagioni si trovano soprattutto sulle colline che scendono verso il mare e il "nettare d'oro" che ne deriva ha ottenuto, come peraltro quello prodotto anche nei comuni vicini, la DOP "Riviera Ligure di Levante".

## Geografia antropica
Il territorio leivese comprende, oltre al capoluogo (a cui sono aggregate le località di Aigo, Bocco, Carmini, Comune, Costalunga, Crocetta, Mezzo, Rostio, San Bartolomeo, San Terenziano e Solaro), anche le località periferiche di Cogozzale, Curlo, Gazzo, Selaschi e Villa Oneto, per un totale di 9,71 km2.
Confina a nord con il comune di San Colombano Certenoli, a sud con Chiavari, a ovest con Zoagli e a est con Carasco e Chiavari.

## Economia
L'economia comunale si basa principalmente sull'attività agricola, in particolar modo sulla produzione di olio, sulla lavorazione del legno e sul turismo.

## Infrastrutture e trasporti

### Strade
Il territorio comunale di Leivi è attraversato dalla strada provinciale 32 di Leivi, che permette il collegamento stradale con Chiavari, a sud, e con San Colombano Certenoli a nord.

### Mobilità urbana
Dal comune di Chiavari un servizio di trasporto pubblico locale gestito dall'AMT garantisce quotidiani collegamenti bus con Leivi e per le altre località del territorio comunale.

## Amministrazione

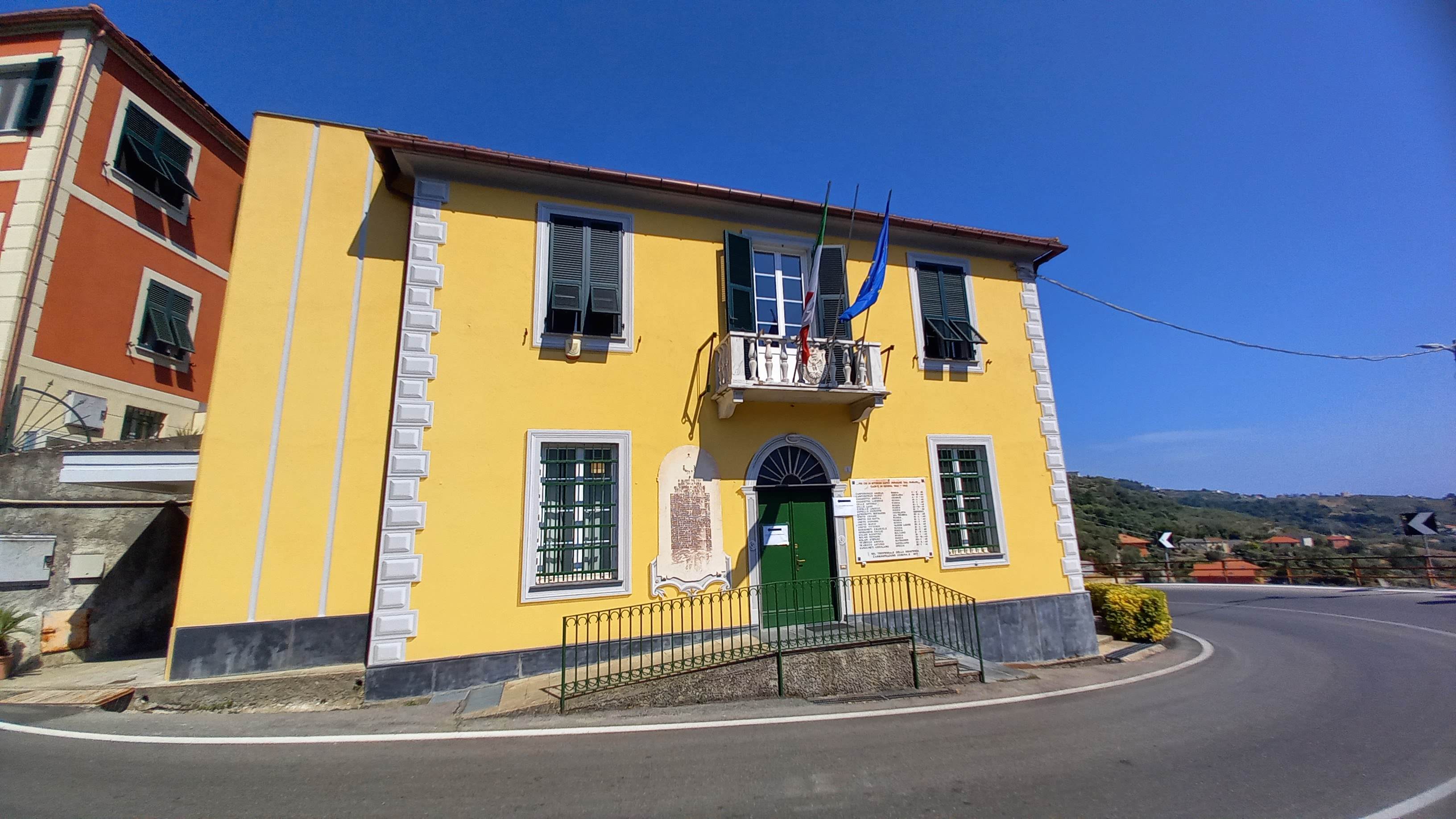
Il municipio

| Periodo        | Periodo        | Primo cittadino    | Partito                                        | Carica  | Note   |
| -------------- | -------------- | ------------------ | ---------------------------------------------- | ------- | ------ |
| 27 giugno 1985 | 10 giugno 1990 | Agostino Solari    | DC                                             | Sindaco |        |
| 15 giugno 1990 | 3 agosto 1993  | Gio Batta Solari   | DC                                             | Sindaco | [ 13 ] |
| 3 agosto 1993  | 24 aprile 1995 | Antonio Solari     | DC                                             | Sindaco |        |
| 24 aprile 1995 | 14 giugno 1999 | Antonio Solari     | Leivi 2000 (lista civica)                      | Sindaco |        |
| 14 giugno 1999 | 14 giugno 2004 | Antonio Solari     | Leivi 2000 (lista civica di centro-sinistra)   | Sindaco |        |
| 15 giugno 2004 | 8 giugno 2009  | Luigi Oneto        | Leivi 2000 (lista civica di centro-sinistra)   | Sindaco |        |
| 8 giugno 2009  | 27 maggio 2014 | Vittorio Centanaro | Tradizione e sviluppo (lista civica di centro) | Sindaco |        |
| 27 maggio 2014 | 27 maggio 2019 | Vittorio Centanaro | Tradizione e sviluppo (lista civica di centro) | Sindaco |        |
| 27 maggio 2019 | 10 giugno 2024 | Vittorio Centanaro | Tradizione e sviluppo (lista civica di centro) | Sindaco |        |
| 10 giugno 2024 | in carica      | Gabriele Pisani    | Tradizione e sviluppo (lista civica di centro) | Sindaco |        |

## Sport

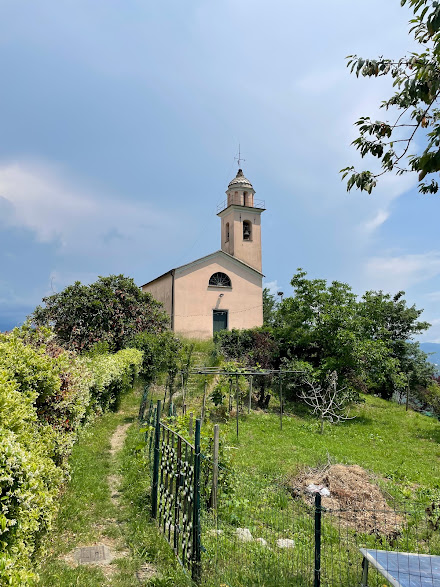
La chiesa di San Lorenzo presso l'omonima località

### Calcio
- Polisportiva Leivese, militante nel campionato di Terza Categoria.